# Szegedi AK
A Szegedi AK labdarúgócsapatát 1899-ben elsőként alapították a szegedi csapatok közül. 1977 elején fuzionált a Szegedi EOL csapatával és a hivatalos jogutód a SZEOL AK együttese lett, amely megörökölte és továbbvitte mindkét hivatalos jogelőd valamennyi bajnoki eredményét.

## Története
Szegeden 1899. május 22-én alakult meg Szegedi AK. Az első hivatalos futballmérkőzést pedig 1902. június 27-én rendezték meg a SZAK két csapata között, amelyet 1500 néző előtt végül az első csapat nyert meg 1-0-ra. Akkoriban a "Magyarország Labdarúgó Bajnoka" címet még kizárólag fővárosi együttesek számára írták ki, az első vidéki bajnokságok csak viszonylag későn, 1907-ben indulhattak el. A SZAK a Déli Kerület Bajnokságába nyert besorolást, ahol egyre jobb teljesítményt nyújtott. 1912-ben, a gazdag mecénás, Bástyai Holczer Tivadar jóvoltából elkészült az új, akkoriban igen modernnek számító SZAK-pálya Újszegeden, a mai Kisstadion helyén. A folyamatos fejlődésnek köszönhetően a SZAK 1919-20-ban, 1920-21-ben, 1921-22-ben és 1922-23-ban, tehát zsinórban négyszer nyerte meg a Déli Kerületi Bajnokságot, sőt az 1921-22-es szezonban a Pécsi SC (1-0), a Pestlőrinci AC (5-1) és a DVTK (5-2) legyőzésével a Vidék Bajnoka címet is megszerezte a Szegedi AK, amely ekkoriban az ország legjobb vidéki futballcsapatának számított.
Ezekben az években a csapat nemzetközi szinten is komoly sikereket ért el. 1922 nyarán egy felvidéki túrát öt győzelemmel és két döntetlennel zárt mai ukrán, cseh és szlovák együttesekkel szemben, majd 1923 elején Olaszországban négy győzelmet (egy ízben Róma válogatottját is megverte a SZAK 5-2-re) és csupán 2 vereséget szenvedett el. 1924-ben és 1925-ben pedig Jugoszláviában és Csehszlovákiában vitték diadalra a piros-fekete színeket.
Közben Magyarországon is folytatódott a sikersorozat, hiszen 1924-25-ben, és 1925-26-ban is a SZAK diadalmaskodott a déli kerületi bajnokságban. Érdekesség, hogy ekkor már a csak pesti csapatok számára kiírt központi bajnokság első két helyezettje arra volt kötelezve, hogy kieséses rendszerben kihívja a vidéki bajnokokat. Ekkor még a Szeged nem tudott komoly sikereket elérni az országos nagy-döntőben (mivel kizárólag Pesten rendezhették ezeket), nem úgy az első profi bajnokság kiírása után.
1926-ban az MLSZ kiírta az első összevont országos professzionális bajnokságot, amelybe a nyolc budapesti együttes mellé két vidéki csapatot, a Szegedi AK-ot és a Szombathelyt is besorolták. A két vidéki gárdát nemcsak mint kiváló képességűeket, hanem mint anyagilag legjobban támogatott együtteseket vették számításba a legmagasabb szinten. A Szeged ezt az anyagi biztonságot Bástyai Holczer Tivadarnak köszönhette, ezért hálából a csapat felvette a Szegedi Bástya nevet. A szezon első mérkőzésén 1926. augusztus 29-én a csapat az újszegedi pálya zsúfolt lelátói előtt 4-2-arányban megverte a Nemzeti SC-t, de néhány héttel később az akkori bajnok Ferencváros is kikapott Szegeden (3-1). A szezon végére a szegedi Bástya FC a 7. helyet szerezte meg, s ezt a helyezést megismételte a következő idény végén is. A Bástya-korszak legjobb helyezése az 1928-29-ben elért 5. hely volt. A következő évben ugyan csak 8. lett a csapat, ám ekkor bejutottak a Magyar Kupa döntőjébe, ahol 5-1 arányú vereséget szenvedtek a Debreceni Bocskaitól (az elődöntőben Szeged – Sabaria 3-2).
Az 1930-31-es szezon már egy korszak végét jelentette a szegedi labdarúgás addigi történelmében, hiszen a Szeged 11. lett és végül a Miskolci Attilával vívott osztályozó során (3-1, 1-4) kiesett a Profi I. Ligából. A Bástya kiesését a mecénás sem nézte tétlenül és teljesen beszüntette az anyagi támogatást a klub felé, holott Bástyai Holczer Tivadar a szakírók szerint több, mint 1 millió koronát és pengőt fektetett a szegedi labdarúgásba – mai értékre átszámolva ez több, mint 1 milliárd Ft-ot jelent.
A bukás után a klub gyorsan magához tért, és immár Szeged FC néven a Soroksár mögött veretlenül végeztek a 2. helyen a másodosztályban, majd a Bp. Vasassal vívott osztályozó során magabiztosan kerültek vissza az élvonalba. Innentől kezdve a klub játékosai paprikavörös mezben léptek pályára. A csapat újoncként magabiztosan maradt bent a Profi I. Ligában (1932-33), és ebben az évben az 1930-as ezüstérem után újabb sikert értek el a Magyar Kupában, hiszen bronzérmet szereztek. Az 1934-35-ös szezon meghozta az addigi legnagyobb sikert, hiszen a csapat a 4. lett, és így indulási jogot szereztek az 1935-36. évi Közép Európa Kupában, ahol a mezőny egyik legjobb csapatát, a Slavia Praha-t kapták ellenfélül. Az első mérkőzést 1935. június 16-án, 5000 néző előtt magabiztosan nyerte meg a vendégcsapat, a visszavágón azonban hatalmas meglepetésre 1-0 arányban nyert a Szeged FC 10 000 néző előtt a prágai stadionban, a sokszoros csehszlovák bajnok és KK-győztes ellen.
A következő években a Szeged végig az NB I középmezőnyében szerepelt, aztán 1939-40-ben csúcsbeállítással ismét 4. lett. A folyamatos előrelépésnek, fejlődésnek aztán meglett az eredménye, hiszen 1940-41-ben, eddigi legjobb eredményét érte el a Tisza-parti csapat. A szezont egy érdekes fúzió előzte meg, hiszen egyesült a profi Szeged FC és az amatőr SZAK (a Bástya megalakulásakor ugyanis a SZAK megtartott az alsóbb osztályokban egy amatőr csapatot is), és Szeged AK néven folytatták a küzdelmeket. A nagyszerűen sikerült szezont a SZAK 14 győzelemmel, 4 döntetlennel és 8 vereséggel zárta, 32 pontot gyűjtve. A bronzérmes gárda legtöbbször ebben az összeállításban játszott: Tóth György – Szabó, Raffai – Ladányi, Baróti, Bertók – Bognár, Kisutzky, Kalmár György, Mester, Nagy Antal. Mellettük gyakran játszott még: Polyák, Marosi, Lukács, Török, Lakat és Harangozó.
A következő szezonban (1941-42) a SZAK továbbra is a csúcson maradt, sokak szerint játékerejét tekintve ez volt minden idők legjobb szegedi futballcsapata, amely a bajnoki címre is egyértelműen esélyes volt. Ennek ellenére a végelszámolásnál csak a 4. helyet szerezték meg, köszönhetően annak, hogy a csapat a szezon során 7 büntetőt is kihagyott, ebből 6 büntető pontot ért volna, a plusz 6 pont pedig a SZAK bajnoki címét is. Abban a szezonban több kiütéses győzelem is fűződik a pirosak nevéhez, pl. az Újvidéket 9-2-re, a városi rivális Szegedi Vasutast és a Kolozsvárt 8-1-re, a MÁVAG-ot 6-2-re, a bajnok Fradit pedig hazai pályán 5000 néző előtt 5-0-ra verték meg. Végül még az idényben a SZAK egyik futballistája, Kalmár György lett az országos gólkirály, 35 góllal; a Szeged AK 95 gólt szerzett az NB I-ben.
A 11 évi folyamatos élvonalbeli szereplés után egy év NB II-es kitérő következett, de a bajnokságot megnyerő Szeged AK (28 meccsen 49 pont, 137:34-es gólaránnyal) gyorsan visszajutott az NB I-be. A második világháborút követően ismét sikeres szezonok következtek, hiszen a premieren, az 1945-46. évi NB I-ben máris a 4. helyen végzett a Szeged AK! A következő években változó sikerrel szerepelt a gárda, majd 1948-49-ben egy évre ismét búcsút mondott az élvonalnak, sorrendben 3. alkalommal. A búcsú azonban most sem volt hosszú, hiszen az – immár Szegedi Szikra Munkás Torna Egylet (SZSZMTE) névre keresztelt – szegedi együttes nyerte az NB II Déli csoportját (30 meccsen 47 ponttal, 93:30-as gólaránnyal). Az 1950-es őszi egyidényes NB I-es bajnokságban még ezen a néven szerepelt a szegedi csapat, aztán 1951-es szezont már Szegedi Petőfi néven kezdte meg.
1951-ben a Petőfi, a régi SZAK végleg kiesett az élvonalból. Ezt követően a SZAK (a Petőfi nevet hamarosan eltörölték és visszakapta a csapat a tradicionális nevét), már sohasem jutott vissza a legmagasabb osztályba, a következő negyedszázad alatt az NB II-ben, majd az NB III-ban és a megyei osztályban szerepelt a piros-fekete csapat – egészen 1977 januárig, amikor az NB I-es SZEOL SC és az NB III-as Szegedi AK hivatalosan fuzionált egymással, és a jogutód SZEOL AK azt követően valamennyi korábbi NB I-es eredményt magáénak vallhatta

### Az egyesület nevei
A klub fennállása során több alkalommal is nevet változtatott. Ezek a következők voltak:
- 1899–1926: Szegedi Atlétikai Klub (SZAK)
- 1926–1931: Bástya FC
- 1931–1944: Szeged FC
- 1945–1949: Szegedi Atlétikai Klub (SZAK)
- 1949–1950: Szegedi MTE
- 1950–1957: Szegedi Petőfi
- 1957–1976: Szegedi Atlétikai Klub (SZAK)

### Nemzetközi kupaszereplések
| Szezon | Bajnokság          | Forduló      | Ellenfél        | Otthon | Idegenben | Össz. |
| ------ | ------------------ | ------------ | --------------- | ------ | --------- | ----- |
| 1935   | Közép-európai kupa | Nyolcaddöntő | SK Slavia Praha | 1-4    | 1-0       | 2–4   |

## Eredmények

### Élvonalbeli bajnoki szereplések
A csapat 22 alkalommal szerepelt az élvonalban. Először az 1926–27-es idényben képviselte Szegedet a legjobbak között. Leghosszabb ideig egy huzamban 1932 és 1943 között 11 idényen át szerepelt a legjobbak között. Ebben az időszakban érte el története legjobb helyezését is, az 1940-41-es idényben bronzérmés lett a szegedi csapat. Az 1951-es idényben negyedik alkalommal is búcsúzott az első osztálytól és története során többet már nem jutott vissza.
- Magyar labdarúgó-bajnokság (1926–1951)
  - bronzérmes (1): 1940–41

| Idény    | Helyezés | Idény   | Helyezés | Idény   | Helyezés | Idény   | Helyezés |
| -------- | -------- | ------- | -------- | ------- | -------- | ------- | -------- |
| 1926–27  | 7. hely  | 1927–28 | 7. hely  | 1928–29 | 5. hely  | 1929–30 | 8. hely  |
| 1930–31  | 11. hely | 1932–33 | 8. hely  | 1933–34 | 5. hely  | 1934–35 | 4. hely  |
| 1935–36  | 7. hely  | 1936–37 | 8. hely  | 1937–38 | 8. hely  | 1938–39 | 5. hely  |
| 1939–40  | 4. hely  | 1940–41 | 3. hely  | 1941–42 | 4. hely  | 1942–43 | 15. hely |
| 1945–46  | 4. hely  | 1946–47 | 9. hely  | 1947–48 | 12. hely | 1948–49 | 14. hely |
| 1950-ősz | 12. hely | 1951    | 14. hely |         |          |         |          |

## Ismertebb játékosok
* a félkövérrel írt játékosok rendelkeznek felnőtt válogatottsággal.
| - Ignaz Ludwig - Otto Höss - Ábrahám Jenő - Miloš Beleslin - Bonyhádi László - Aknai János - Bakó Béla - Baróti Lajos - Beneda István - Csáki Béla - Cseh László - Cserhalmi Mihály | - Emődi Rezső - Fröhlich Sándor - Gyarmati János - Gyurik László - Harangozó Sándor - Kalmár György - Kis-Kalkusz Károly - Kispéter Mihály - Korányi Lajos - Korányi Mátyás - Lakat Károly - Ludwig Béla - Miklósi István | - Nagy Antal - Orosz Pál - Pálinkás József - Péter József - Solti Mihály - Szabó Antal - Szedlacsik Ferenc - Toldi Géza - Tóth György - Tóth Jenő - Wéber Lajos - Werner Ignác |  |

## A klub edzői
| - Rebró Béla (1935) - Jánossy Béla (1936) - Zsigmondy Vilmos (1936) - Jánossy Béla (1937) - Megyeri Pál (1937) | - Gyarmati N. (1938) - Hesser Tibor (1938–1942) - Pataki Sándor (1942–1943) - Kertes Mihály (1945) - Plisssinger József (1946) | - Hornyai Tibor (1946–1947) - Gaál Sándor (1947) - Kertes Mihály (1948) - Nagy Antal (1950) - Hornyai Tibor (1951) |